# Turnera melanorhiza
Turnera melanorhiza là một loài thực vật có hoa trong họ Lạc tiên. Loài này được Urb. miêu tả khoa học đầu tiên năm 1898.